# Eduardo I de Bar
Eduardo I (fallecido en noviembre de 1336), fue el conde de Bar desde 1302 hasta su muerte. Era menor de edad cuando sucedió a su padre, Enrique III, como conde y gobernó con la regencia de su abuelo, pues su madre Leonor había muerto en 1298.
El condado fue cobernado en nombre de Eduardo por Juan de Puisaye, Teobaldo, obispo de Lieja y Renato, obispo de Metz.
En 1308, acompañó a Federico IV de Lorena a la batalla. En 1310, se casó con María, hija de Roberto, duque de Borgoña, y se le declaró mayor de edad. Entonces adquirió el señorío de Stenay a su tío Juan, el anteriormente mencionado señor de Puisaye. En 1313, lo capturaron en la guerra contra Federico y no se pagó su rescate hasta 1314. Construyó una forja hidráulica en Moyeuvre-Grande en 1323. En 1324, de nuevo estaba implicado en operaciones militares con el duque de Lorena, y también con el rey de Bohemia, Juan, y el arzobispo de Tréveris, Balduino de Luxemburgo. Esta operación es conocida como la guerra de Metz, pues a cada uno de los señores aliados se les debía algo por los ciudadanos de Metz. Eduardo exigió compensación por la guarnición de la ciudad, que dotó con sus propias tropas, durante un conflicto con el obispo de Verdún.
En 1336, Eduardo murió en un naufragio frente a la costa de Famagusta, Chipre, mientras estaba camino a una cruzada. De su esposa, tuvo tres hijos:
- Enrique IV, su sucesor
- Leonor (fallecida en 1332), casada en 1330 con Rodolfo, duque de Lorena, hijo de Federico IV
- Beatriz, casada con Guido Gonzaga, señor de Mantua (abuelos por parte de padre de Francisco I Gonzaga)